# 21 at 33
21 at 33 è il ventesimo album (il quattordicesimo in studio) del cantautore britannico Elton John, pubblicato dalla The Rocket Record Company e dalla MCA Records (Stati Uniti/Canada) il 13 maggio 1980.

## Descrizione
Registrato ai Superbear Studios di Nizza (Francia), segna la ripresa di Elton John dopo la breve parentesi "disco". Il titolo indica il numero totale degli album di Elton pubblicati fino a quel momento (per l'appunto 21: i doppi album vengono contati per due, mentre non vengono conteggiati né The Thom Bell Sessions né Lady Samantha) e l'età della rockstar (33 anni).
Ricco di collaborazioni con musicisti presumibilmente coordinati da James Newton Howard, si presenta come un disco di stampo pop rock con ottimi spunti, artistici e commerciali. Elton comunque ha suonato raramente in concerto brani di questo LP, eccezion fatta per il suo tour del 1980: solo Little Jeannie, grande successo americano (numero 3 negli Stati Uniti, numero 1 in Canada), è stata riproposta di recente, in due concerti (One Night Only) tenutisi per due serate al Madison Square Garden (20 e 21 ottobre 2000).
21 at 33 segna anche la riappacificazione di John con il suo paroliere e amico di fiducia Bernie Taupin: i testi di alcuni brani dell'LP sono stati scritti da lui (gli altri sono firmati Gary Osborne, Tom Robinson e Judie Tzuke). Solo nel 1983 (con l'album Too Low for Zero) sarà però possibile parlare di una vera e propria reunion tra i due.

## Ristampe
Nel 2003 l'album è stato ristampato come "digitally remastered", ma stranamente non contiene, come già altri remaster di Elton, nessuna bonus track (nonostante tra le B-side dei singoli ci fosse un'ampia scelta). Il suono ne guadagna, in quanto il mix risulta più nitido e allo stesso tempo più profondo. Nel processo di remaster gli ingegneri hanno fatto degli "errori" risultanti nel fatto che alcuni brani hanno un finale leggermente più lungo (quindi in un certo senso sono "errori" che vanno a beneficio dei fans). Altri errori, ma negativi, si trovano invece nei testi e nei crediti dei musicisti presenti nel libretto, che risulta però arricchito di ulteriori foto di Elton non presenti nella versione originale e di alcune copertine di singoli estratti. Infine, una introduzione di John Tobler contenente una recensione estesa corredata da vari fatti e curiosità sull'album.

## Tracce
1. Chasing the Crown (Elton John, Bernie Taupin) – 5:31
2. Little Jeannie (John, Gary Osborne) – 5:18
3. Sartorial Eloquence (Don't Ya Wanna Play This Game No More?) (John, Tom Robinson) – 4:44
4. Two Rooms at the End of the World (John, Taupin) – 5:39
5. White Lady White Powder (John, Taupin) – 4:31
6. Dear God (John, Osborne) – 3:44
7. Never Gonna Fall in Love Again (John, Robinson) – 4:06
8. Take Me Back (John, Osborne) – 3:51
9. Give Me the Love (John, Judie Tzuke) – 5:22

## B-sides
| Brano              | Formato                        |
| ------------------ | ------------------------------ |
| "Conquer the Sun"  | Little Jeannie 7" (US/UK)      |
| "Cartier"          | Sartorial Eloquence 7" (US/UK) |
| "White Man Danger" | Sartorial Eloquence 7" (US/UK) |
| "Tactics"          | Dear God 7" (UK)               |
| "Steal Away Child" | Dear God 7" (double) (UK)      |
| "Love So Cold"     | Dear God 7" (double) (UK)      |

## Formazione
- Elton John: voce, pianoforte
- Nigel Olsson: batteria
- Alvin Taylor: batteria
- Reggie McBride: basso
- Richie Zito: chitarre
- Steve Lukather: chitarra
- James Newton Howard: tastiere
- David Paich: organo
- Jim Horn: sassofono
- Richie Cannata: sassofono
- Larry Williams: sassofono
- Chuck Findlay: tromba, trombone
- Jerry Hey: tromba, corno
- Larry Hall: tromba, corno
- Bill Reichenbach: trombone
- Byron Berline: violino
- Clive Franks: percussioni
- Victor Feldman: percussioni
- Lenny Castro: percussioni
- Vennette Gould, Carmen Twillie, Stephanie Spruill, Bill Champlin, Dee Murray, Max Groenthal, Gary Osborne, Don Henley, Glenn Frey, Timothy B. Schmit, Bruce Johnstone, Toni Tennille, Peter Noone, Curt Becher, Jon Joyce e Joe Chemay: cori